# Lu Xun (escritor)
Lu Xun (chinês tradicional: 魯迅, chinês simplificado: 鲁迅, pinyin: Lǔ Xùn, Wade-Giles: Lu Hsüm) (Shaoxing, China; 25 de Setembro de 1881 - Shanghai, China; 19 de Outubro de 1936) foi um escritor chinês. Representante máximo do Movimento Quatro de Maio, é considerado o pai da literatura moderna na China. Fez parte da Liga de Escritores de Esquerda, grupo de intelectuais afins ao Partido Comunista Chinês, e destacou-se pelos seus ataques à cultura chinesa tradicional e sua defesa da necessidade de reformas profundas na cultura e na sociedade chinesas. 
Neste senso, advogou pela reforma linguística, sendo um dos primeiros escritores que, seguindo as ideias de intelectuais como Hu Shih, utilizaram a língua vernácula (白話 / 白话 báihuà) em lugar do chinês clássico (文言 wényán) como meio de expressão literária. 

## Biografia
Nascido na localidade de Shaoxing, na província de Zhejiang, com o nome de Zhou Zhangshou, que mais adiante cambiaria pelo nome definitivo de Zhōu Shùrén (周樹人 / 周树人). Entre 1902 e 1909, viveu no Japão, onde começou a estudar medicina na Faculdade de Medicina de Sendai (em nossos dias, parte da Universidade de Tohoku). Contudo, Lu Xun não acabou os seus estudos de medicina. Ele próprio contaria, anos mais tarde, que a convicção de que o que China realmente precisava era de uma reforma da sua cultura e sua sociedade teria provocado a sua perda de interesse pela medicina. Lu Xun decidiu dedicar-se à literatura.
Em 1909, volta à China, instalando-se em Pequim. Participa na revista reformista Nova Juventude (新青年, xīnqīngnián), que fora fundada por Chen Duxiu. Precisamente nesta revista, publica-se, em 1918, o seu relato breve "Diário de um Louco", obra pioneira no seu gênero escrita em língua vernácula. Neste momento, começa a utilizar o pseudônimo "Lu Xun".

Assinatura.

Nos anos seguintes, continuará a escrever e seguirá comprometido com a causa reformista. Embora não chegasse a militar no Partido Comunista da China, fundado por Chen Duxiu em Shanghai em 1921, participaria de maneira destacada na Liga de Escritores de Esquerda, organização afim ao Partido Comunista, fundada em 1930. Durante este tempo, Lu Xun participou em polêmicas sobre o senso da literatura como meio de reforma social. Além de defender o uso da língua vernácula, Lu Xun advogava também pela abolição do uso dos caracteres chineses, e mostrou-se partidário da adoção do sistema de escrita latinxua, um dos múltiplos sistemas de escrita do chinês com alfabeto latino usados naquela época, de origem russa.
Um dos debates intelectuais mais intensos foi o que susteve com Liang Shiqiu. Este escritor, vilipendiado pela propaganda posterior do Partido Comunista da China, sustinha que a literatura somente devia refletir emoções humanas, e não ser um instrumento ao serviço da ideologia. Liang criticou, também, a qualidade das traduções do russo de Lu Xun. Estes ataques de Liang, em 1930, motivaram uma meditada resposta de Lu Xun, num dos seus ensaios mais longos. Além destas discussões com intelectuais ideologicamente distantes, Lu Xun veria-se também envolvido em confrontos no próprio seio da Liga, que foi dissolvida formalmente na primavera de 1936. Poucos meses depois, Lu Xun morria por causa da tuberculose, em Shanghai.
Está enterrado no Parque Lu Xun, em Shangai, possuindo uma estátua.

## Obra
Sua obra inclui contos, novelas, crônicas e ensaios.
Os seus dois contos mais famosos são:
- Diário de um louco (狂人日記 / 狂人日记 / Kuángrén Rìjì) (1918)
- A Verdadeira História de AQ (阿Q正傳 / 阿Q正传 / AQ Zhèngzhuàn) (1921)

Estes mais outros nove foram reunidos num livro intitulado de "O Chamado" (1922). Seguir-lhes-iam outros contos e recompilações, bem como numerosos ensaios e um livro de contos, Panghuang (彷徨, "Errâncias"), publicado em 1926. Em 1930, publicou Zhōngguó Xiǎoshuō Lüèshǐ (中國小說略史 / 中国小说略史, "História concisa da ficção chinesa"), uma das primeiras obras de crítica literária sobre a ficção chinesa de princípios do século XX.
Lu Xun também traduziu obras de autores russos, como Almas Mortas, de Nikolai Gogol.

## Influência
- Commons
- Commons
- Wikisource

A influência de Lu Xun sobre os escritores chineses das gerações seguintes foi muito grande. Além disso, a afinidade ideológica de Lu Xun com o comunismo permitiu-o gozar de uma posição de privilégio no cânone literário da República Popular da China. Em Taiwan, pelo contrário, foi ignorado durante muito tempo devido à sua ideologia de esquerda, embora, em nossos dias, já seja reconhecido como uma das grandes figuras literárias do século XX.